# Asuka Saitō
Asuka Saitō (齋藤 飛鳥, Saitō Asuka), née le 10 août 1998 à Tokyo (Japon), est une actrice et chanteuse japonaise, membre du groupe d'idoles japonais Nogizaka46 de 2011 à 2022.

## Biographie
Asuka Saitō nait à Tokyo d'une mère birmane et d'un père japonais. En 2007, à l'âge de huit ans, elle fait ses débuts au cinéma dans le film Sakuran, de Mika Ninagawa.
En 2011, Saitō intègre la première génération du groupe Nogizaka46 aux côtés de Mai Shiraishi, de Manatsu Akimoto et d'Erika Ikuta, entre autres, au sein duquel elle fera partie de la formation principale de vingt-quatre singles, dont elle occupe la position centrale pour quatre d'entre eux,.
C'est en 2016 qu'elle décroche sa première position centrale au sein de Nogizaka46, pour la chanson Hadashide Summer. 
En 2018, elle joue aux côtés de Yuki Yamada dans le remake japonais du film dramatique taïwanais You Are the Apple of My Eyes.
En 2020, avec Minami Umezawa et Mizuki Yamashita, également membres du groupe Nogizaka46, Saitō joue dans le film Keep Your Hands Off Eizouken!, une adaptation cinématographique du manga et de l'anime du même nom. Elle y interprète Midori Asakusa.
En 2022, après onze ans d'activités, elle quitte le groupe afin de poursuivre une carrière d'actrice. Son concert de graduation a lieu les 17 et 18 mai 2023. 

## Filmographie sélective

### Cinéma
- 2007 : Sakuran (さくらん?) de Mika Ninagawa
- 2018 : You Are the Apple of my Eyes (あの頃、きみに追いかけた, Ano koro, kimi ni oikaketa?)de Yasuo Hasegawa : Mai Hayase
- 2020 : Keep Your Hands Off Eizouken! (映像研には手を出すな！, Eizōken ni wa te o dasu na!?) de Tsutomu Hanabusa : Midori Asakusa